# Los límites de la ciencia
Los límites de la ciencia es un documental creado en el año 2003 por la empresa audiovisual española New Atlantis, y dirigido por el director José Ramón da Cruz. El documental hace un recorrido a través de diversos hitos científicos del siglo XX haciendo un especial énfasis en la energía nuclear durante el contexto de la Segunda Guerra Mundial y el surgimiento de la ingeniería genética en la década de los setenta.

## Argumento
La narración comienza con una visión global de los avances más significativos que han impulsado algunas ciencias fundamentales tales como la física, la química, la biología y cómo estas han incidido en el desarrollo de nuevas tecnologías.
En una primera parte se realiza una mirada rápida a acontecimientos científicos del siglo XX. A continuación se procede a mencionar el suceso acompañado de su año correspondiente.
- 1900: Max Planck establece las bases de la mecánica cuántica.
- 1901: Cruza el Atlántico la primera señal telegráfica.
- 1903: Primer vuelo de una máquina movida por motor.
- 1903: Descubrimiento de la estructura general del átomo por Niels Bohr y Ernest Rutherford.
- 1905: Albert Einstein publica su primera teoría de la relatividad.
- 1924 – 1929: Se descubre la primera galaxia fuera de la Vía Láctea y se propone la teoría del Big Bang.
- 1928: Alexander Fleming descubre la penicilina.
- 1953: James Watson y Francis Crick descubren la estructura del ADN.
- 1961: Yuri Gagarin se convierte en el primer astronauta.
- 1964: Murray Gell-Mann pronostica las existencia de partículas subatómicas más pequeñas que el electrón.
- 1967: Primer trasplante de corazón.
- 1969: El hombre llega a la luna.
- 1973: Nace la primera niña probeta.
- 1997: La Oveja Dolly se convierte en el primer clon de un mamífero creado a partir de una célula de animal adulto.
- 2001: Se ha completado el mapa genético de nuestra especie.

Durante la narración es posible apreciar cómo la energía nuclear adquiere relevancia como uno de los sucesos más trascendentales del siglo debido a la importancia que presentó durante el desarrollo de la Segunda Guerra Mundial, dentro de este punto se destaca la elaboración del Proyecto Manhattan al mando del coronel Leslie Groves, mientras que el desarrollo científico estuvo encabezado por el físico Robert Oppenheimer, asesorado por destacados físicos de la época como Niels Bohr, Enrico Fermi y Richard Feynman. Después del desastre ocurrido en las ciudades de Hiroshima y Nagasaki, el mismo Oppenheimer lleva a cabo una declaración en donde se aprecia una grabación que dice lo siguiente:
“Supimos que el mundo no volvería a ser el mismo. Algunos rieron, algunos lloraron, la mayoría permanecieron en silencio. Recordé unas líneas de un texto hindú, el Bhagavad-gītā. Visnu intentaba convencer al príncipe de que cumpliese con su deber y para impresionarle desplegó todas sus armas y dijo: “Ahora me he transformado en la muerte, en el destructor de mundos”. Supongo que todos pensamos eso mismo de un modo u otro” - Robert Oppenheimer
A raíz de aquello se menciona que los científicos habían entrado en un cuestionamiento acerca de la relación entre la construcción de la bomba y las consecuencias finales de esta, argumentando que sus verdaderas intenciones no eran la de destinar los explosivos a civiles. Dado este acontecimiento el documental muestra cómo la ciencia ha sobrepasado ciertos límites éticos por lo cual se ha visto afectada la integridad de terceros debido a la mala manipulación de la tecnología, dando paso a generar debates éticos y morales en los respectivos casos. Por otro lado también se evidencia cómo la consolidación de la ingeniería genética se transforma en uno de los acontecimientos más destacados al finalizar el siglo, trayendo consigo una serie de cuestionamientos debido a la manipulación directa con la vida de las especies. Se aprecian una serie de cambios en la producción de alimentos, donde los científicos verían una posibilidad de generar una mayor producción a un bajo costo y así poder contener el inminente aumento de población que se pronosticaba para aquella época. En el documental se puede inferir como el hombre trata con temas que antes no se habían abordado y pone en debate cuáles son los límites que los científicos deben tener al momento de generar nuevas tecnologías y si realmente es necesario generar avances que en las manos equivocadas podrían traer consecuencias catastróficas para la humanidad.
Durante el transcurso del documental es posible escuchar una reflexión de Albert Einstein sobre la ciencia:
“La ciencia es la cosa más objetiva que puede llegar a conocer el hombre, pero que al perseguirse como una meta, al convertirse en un fin, es algo tan subjetivo y condicionado socialmente como cualquier otro aspecto de la actividad humana” - Albert Einstein
Abriendo así un debate acerca de que si la ciencia sería una labor apta para cualquier tipo de individuo. Se plantea además que después de la detonación de las bombas atómicas, la ciencia, la tecnología y la política pasaron a estar ligadas fuertemente, dado que una es capaz de condicionar e incidir en la otra.

## Contexto ético y moral
Durante el transcurso del documental es posible apreciar como la ética y la moral inciden en cada acontecimiento de importancia, los cuestionamientos acerca de que ciertos avances realmente serían favorables para la humanidad es una pregunta que ha quedado plasmada a lo largo de la narración, siendo el primer ejemplo destacado la ingeniería nuclear y la detonación de las bombas atómicas en las ciudades de Hiroshima y Nagasaki, las cuales generarían grandes pérdidas humanas en un radio de tres kilómetros a partir del punto en donde los explosivos entraron en contacto con el suelo, quedando así la ciudad impregnada de radiación posteriormente. Por otro lado, el segundo acontecimiento de mayor relevancia ética es el de la clonación de la oveja Dolly en el año 1997 y las futuras posibilidades que abría el mundo de la ingeniería genética a la creación de nuevos seres vivos, se pensó en la posibilidad de clonar seres humanos, sin embargo, previamente en el año 1987 la oficina de patentes de Estados Unidos aprueba una licencia para registrar animales transgénicos, pero niega la producción de seres humanos sobre la base de una enmienda antiesclavista en la que se prohíbe poseer seres humanos.

## Contexto histórico
El documental se desarrolla durante todo el siglo XX, que se caracterizó por ser en un comienzo un periodo de conflictos políticos que habían quedado pendientes después de la revolución industrial. Con el transcurso del siglo surgieron enfrentamientos en donde la ciencia cumplió un rol fundamental en el desarrollo de nuevas tecnologías en el ámbito armamentista, siendo un punto clave al momento de desequilibrar la contienda a favor de los países que fueron capaces de desarrollar mejores tecnologías. Durante la narración se aprecia un periodo en el que el gran desarrollo de conocimientos generaría cambios que terminarían por cambiarle el curso a la historia de la humanidad. Es posible observar también una serie de obras artísticas realizadas a inicios del siglo, en donde se podía evidenciar una visión de cómo la sociedad y los artistas de la época imaginaban la vida en el siglo XXI, siendo la ciencia un elemento que facilitaría las actividades cotidianas de la época.

## Contexto científico
Durante la narración del documental se destaca una revolución de avances tecnológicos que van tomados de la mano de la ciencia, este fenómeno de dualidad es denominado “tecno-ciencia” , ya que la ciencia y la tecnología se unen para poder generar nuevos avances que permitan descubrir interrogantes o generar conocimientos que contribuyan al progreso de la sociedad en los diversos campos disciplinarios existentes. Se resume también durante la cinta como el apoyo monetario de las empresas puede ser relevante para la generación de nuevos avances y a la vez la retribución monetaria que reciben estas compañías cuando se revela un nuevo descubrimiento, siendo de tal manera la investigación un factor clave en el éxito de la gran mayoría de entidades que ven a la ciencia como una herramienta válida para crecer económicamente.